# Тод Мишон (Тексас)
Тод Мишон (енгл. Todd Mission) град је у америчкој савезној држави Тексас. По попису становништва из 2010. у њему је живело 107 становника.

## Демографија
Према попису становништва из 2010. у граду је живело 107 становника, што је 39 (26,7%) становника мање него 2000. године.
| Група             | 2000.       | 2010.      |
| Белци             | 114 (78,1%) | 81 (75,7%) |
| Афроамериканци    | 5 (3,4%)    | 3 (2,8%)   |
| Азијати           | 0 (0,0%)    | 0 (0,0%)   |
| Хиспаноамериканци | 27 (18,5%)  | 18 (16,8%) |
| Укупно            | 146         | 107        |